# Mirko Vujačić
Mirko Markov Vujačić (serbokroatisch-kyrillisch Мирко Вујачић, * 1. September 1924 in Golubovci, Podgorica, Montenegro; † 2. Januar 2016 in Podgorica) war ein jugoslawischer Speerwerfer.
Vujačić startete seine Karriere im Sportverein Partizan Belgrad. Er nahm an den Europameisterschaften  1950 in Brüssel (4. Platz) und 1954 in Bern (11. Platz im Vorkampf) teil. 1957 wurde er zum besten Sportler von Montenegro gekürt.
Mirko Vujačić war Teilnehmer der Olympischen Sommerspiele 1948 in London und Finalist im Speerwurf (4. Platz). Er war in London Träger der jugoslawische Flagge. Vujačić bestes Ergebnis im Speerwurf waren 74,54 Meter im Jahr 1960.
1984 entzündete er die Fackel bei den Olympischen Winterspielen in Sarajevo.
Er war verheiratet und hatte zwei Kinder. Sein Bruder Dušan Vujačić war ebenfalls ein olympischer Speerwerfer.